# Zipoetopsis
Zipoetopsis är ett släkte av skalbaggar. Zipoetopsis ingår i familjen långhorningar.
Kladogram enligt Catalogue of Life:
| Zipoetopsis | \| \| Zipoetopsis dissimilis \| \| \| \| \| \| Zipoetopsis unicolor \| \| \| \| |
|             | \| \| Zipoetopsis dissimilis \| \| \| \| \| \| Zipoetopsis unicolor \| \| \| \| |
|             | Zipoetopsis dissimilis                                                          |
|             |                                                                                 |
|             | Zipoetopsis unicolor                                                            |
|             |                                                                                 |